# Caltanissetta
Caltanissetta er en italiensk by (og kommune) i regionen Sicilien i Italien, med omkring 58.532(2023) indbyggere.  